# Тимченко Олексій Степанович
Олексі́й Степа́нович Ти́мченко (25 серпня 1994, смт Стеблів, Корсунь-Шевченківський район, Черкаська область, Україна — 26 березня 2017, м. Авдіївка, Донецька область, Україна) — солдат Збройних сил України, учасник російсько-української війни.

## Біографія
Народився 1994 року в селищі міського типу Стеблів на Черкащині. 2010 року закінчив 9 класів Стеблівської загальноосвітньої школи імені І. С. Нечуя-Левицького. Займався спортом. Здобув фах «Електромонтер, слюсар з палевної апаратури, водій» у Корсунь-Шевченківському професійному ліцеї. Працював на пилорамі та цегляному заводі.
Під час російської збройної агресії проти України у серпні 2016 року вступив на військову службу, підписавши контракт на три роки. Після підготовки у 169-му Навчальному центрі «Десна» прибув до свого підрозділу.
Солдат, стрілець-навідник 72-ї окремої механізованої бригади, в/ч А2167, м. Біла Церква. Виконував завдання на території проведення антитерористичній операції у складі обслуги зенітної установки ЗУ-23-2.
26 березня 2017 року близько 17:30 загинув внаслідок мінометного обстрілу опорного пункту у промисловій зоні міста Авдіївка. Разом з Олексієм загинули старший сержант Петро Козарук і солдат Сергій Мосійчук. Розрахунок ЗУ-23-2 на автомобілі ГАЗ-66 виїхав на бойове завдання — збити ворожий безпілотник, але потрапив під обстріл. Старший сержант Козарук наказав своїм підлеглим ховатись, та коли бійці почали спускатись в укриття, міна калібру 120 мм влучила у бліндаж.
Похований 28 березня на кладовищі смт Стеблів. Це був день народження мами, Олексій мав приїхати у відпустку.
Залишились батьки, Степан Іванович і Наталія Олександрівна Тимченки, та дві старші сестри, Альона і Юлія.

## Нагороди та відзнаки
- Указом Президента України № 138/2017 від 22 травня 2017 року, за особисту мужність, виявлену у захисті державного суверенітету та територіальної цілісності України, самовіддане виконання військового обов'язку, нагороджений орденом «За мужність» III ступеня (посмертно)[9].
- 27 березня 2017 року нагороджений Почесною відзнакою «За заслуги перед Черкащиною» (посмертно).
- 21 лютого 2018 року нагороджений Почесним знаком «За заслуги перед Корсунь-Шевченківським районом» (посмертно).

## Вшанування пам'яті
8 травня 2018 року в Стеблівській ЗОШ I—III ступенів проведено лінійку-реквієм, присвячену відкриттю меморіальної дошки на честь полеглого на війні випускника школи Олексія Тимченка.